# Eckartshof
Eckartshof ist ein Gemeindeteil der Gemeinde Gebsattel im Landkreis Ansbach (Mittelfranken, Bayern). Eckartshof liegt in der Gemarkung Gebsattel.

## Geographie
Der Weiler liegt von Feldern umgeben auf einer Anhöhe, die nach Nordwesten ins Schandtaubertal, nach Nordosten ins Taubertal und nach Süden ins Wethbachgrabental abfällt. Eine Gemeindeverbindungsstraße führt nach Gebsattel (1 km südöstlich) bzw. zur Staatsstraße 2419 (0,5 km westlich).

## Geschichte
Im Geographischen Lexikon von 1799 wird der Ort folgendermaßen beschrieben: „Eckartshof, ein Stift Comburgischer, von einem ehemaligen Besitzer, Hanns Eckart also benannter Hof, welcher innerhalb der Rothenburgischen Landheeg, eine halbe Stunde von der Stadt gegen Creilsheim liegt, und nach Gebsattel eingepfarrt ist. Die Fraisch ist Rothenburgisch.“
Mit dem Gemeindeedikt (frühes 19. Jahrhundert) wurde Eckartshof dem Steuerdistrikt und der Ruralgemeinde Gebsattel zugewiesen.

## Einwohnerentwicklung
| Jahr      | 001818 | 001840 | 001861 | 001871 | 001885 | 001900 | 001925 | 001950 | 001961 | 001970 | 001987 |
| Einwohner | 16     | 18     | 19     | 18     | 14     | 25     | 23     | 26     | 16     | 20     | 23     |
| Häuser    | 2      | 2      |        |        | 2      | 3      | 3      | 4      | 4      |        | 4      |
| Quelle    | [ 8 ]  | [ 9 ]  | [ 10 ] | [ 11 ] | [ 12 ] | [ 13 ] | [ 14 ] | [ 15 ] | [ 16 ] | [ 17 ] | [ 1 ]  |

## Religion
Der Ort ist römisch-katholisch geprägt und bis heute nach St. Laurentius (Gebsattel) gepfarrt. Die Protestanten sind nach St. Leonhard (Rothenburg ob der Tauber) gepfarrt.